# Parafia Przemienienia Pańskiego w Czarnej Górze
Parafia Przemienienia Pańskiego w Czarnej Górze – parafia rzymskokatolicka w Czarnej Górze, należąca do dekanatu Białka Tatrzańska archidiecezji krakowskiej.

## Historia Parafii
Źródło: 
Parafia pw. Przemienienia Pańskiego w Czarnej Górze to parafia cysterska zależna od Opactwa w Mogile, powstała w 1995 roku. Dawniej część wioski leżąca obecnie na terytorium parafii należała do parafii Trybsz, znajdującej się w sąsiedniej miejscowości. W 1948 mieszkańcy Czarnej Góry wybudowali mały, kamienny kościółek pw. Przemienienia Pańskiego, gdzie dowozili na Msze święte proboszcza z Trybsza, a następnie w latach 70. dobudowali obok plebanię. Ze względu na pogarszający się stan budynku, w 1993 o. Hubert Kasztelan OCist rozpoczął wraz z mieszkańcami budowę nowego, większego kościoła wokół starej budowli. Autorem projektu był architekt Stanisław Tylka z Zakopanego. Nowy kościół zawierał ołtarz główny oraz organy przeniesione z poprzedniego kościoła. Malowidła ścienne wykonał ukraiński artysta ze Stanisławowa, Wasyl Krasiocha. Najbardziej charakterystyczny obraz znajdujący się na lewej ścianie we wnętrzu kościoła – obraz ostatniej wieczerzy, zawiera portrety budowniczych kościoła na twarzach 12 apostołów. 6 sierpnia 1995 roku kościół został konsekrowany przez ks. kardynała Franciszka Macharskiego. W następnym roku w Czarnej Górze założono osobną parafię, której proboszczem na następne 20 lat został o. Hubert Kasztelan. 

## Proboszczowie
- o. Hubert Kasztelan OCist (1996–2016)
- o. Benedykt Jerzy Faryj OCist (od 2016)